# Malpighia fuertesii
Malpighia fuertesii är en tvåhjärtbladig växtart. Malpighia fuertesii ingår i släktet Malpighia och familjen Malpighiaceae.

## Underarter
Arten delas in i följande underarter:
- M. f. fuertesii
- M. f. minor